# Половецьке (Обухівський район)
Полове́цьке — село в Україні, у Обухівському районі Київської області. Населення становить 124 осіб.

## Назва
- На думку історика Омеляна Пріцака назва походить від половців-куманів[1].

## Відомі люди
- Соколовський Микита (1769—1810) — український письменник і культурно-освітній діяч.
- Половець Юрій Євтухович (1897 р.н.) — уродженець села. Проживав в с. Михайлівка. Селянин одноосібник. репресований радянською владою у 1930 р. Засуджений Особливою Нарадою при Колегії ДПУ УСРР 17 березня 1930 року на 3 роки ув'язнення. Реабілітований  у 1989р[2].
- Микула Олександр Якович, 1898 року народження, с. Макалевичі Малинського району Житомирської області, українець, освіта початкова. Проживав у с. Половецьке Богуславського району, завідувач районної лікарні. Розглядання справи припинено 21 березня 1938 року у зв'язку зі смертю підсудного. Помер в ув'язненні 16 березня 1938 року. Місце поховання невідомо. Реабілітований у 1990 році[3].